# Малайский тигр
Малайский тигр — популяция подвида тигра Panthera tigris tigris, населяющая исключительно южную (малайзийскую) часть полуострова Малакка. С 2004 года популяция тигра в этой части полуострова считается отдельным подвидом, что подтверждено исследованием 2017 года. До 2004 она считалась принадлежащей к индокитайскому тигру.

## Внешний вид
Малайский тигр является самым мелким среди подвидов тигра. Его окраска и полосы очень походят на индокитайского тигра, но его размер ближе к суматранскому. Вес самцов — 120 кг, самок — до 100 кг. Длина самцов до 237 см, а самок — до 203 см.

## Образ жизни
Малайские тигры охотятся на оленей замбаров, лающих оленей, диких кабанов и на других копытных, а также на малайского медведя. Возможно в их рацион также входит чепрачный тапир, но такая добыча попадается, вероятно, очень редко. Самцы обычно занимают территорию до 100 км², на которой обычно уживается одновременно до 6 самок.

## Популяция
МСОП с 2014 года присвоило таксону статус «Находящиеся на грани полного исчезновения» (CR), так как учёты 2013 года показали наличие 250—340 тигров, что соответствует всего лишь 80—120 взрослым размножающимся особям.

## В геральдике
Малайский тигр является национальным символом Малайзии, где он изображается на гербе государства, эмблемах разнообразных государственных учреждений (например, Банка Малайзии), эмблемах армейских формирований и подразделений специального назначения, и тому подобное.
- Герб Малайзии
- Эмблема 21-й специальной группы
 (Группа Герак Хас).